# Antonio Ortega Franco
Antonio Ortega Franco C.O. (Empalme Escobedo, 22 de dezembro de 1941 - Cidade do México, 1 de fevereiro de 2022) foi um religioso mexicano e bispo auxiliar católico romano na Cidade do México.
Antonio Ortega Franco ingressou no Oratório de San Miguel de Allende em 1955. Depois de estudar filosofia e teologia na Universidade Cristo Rey, na Cidade do México, foi ordenado sacerdote em 24 de novembro de 1968 pelo bispo auxiliar do México, Francisco Orozco Lomelín. Ativo na formação de sua Ordem, foi Reitor do Seminário de Oratórios no México e Prelado e Procurador da Federação Mexicana de Oratorianos.
Em 11 de fevereiro de 2004, o Papa João Paulo II o nomeou Bispo Titular de Lete e Bispo Auxiliar no México. O Arcebispo do México, Cardeal Norberto Rivera Carrera, o consagrou em 26 de março do mesmo ano; Co-consagradores foram Rosendo Huesca Pacheco, Arcebispo de Puebla de los Ángeles, Puebla, e Giuseppe Bertello, Núncio Apostólico no México.
Em 16 de fevereiro de 2019, o Papa Francisco aceitou a renúncia de Antonio Ortega Franco por motivos de idade.
Ortega Franco foi pastor de longa data em uma das áreas com maiores problemas sociais: o centro da Cidade do México. Por 15 anos serviu como bispo auxiliar na quarta zona pastoral da Cidade do México, que inclui os distritos (delegaciones) de Cuauhtémoc, Iztacalco, Venustiano Carranza e Benito Juárez, onde predominam o crime, o narcotráfico, a pobreza, a marginalização e a indigeneidade. Ortega Franco costumava usar o transporte público e caminhar pelas ruas de sua área pastoral para conhecer as condições de vida mais difíceis e oferecer cuidados pastorais. Ele também denunciou publicamente os exploradores e cafetões das mulheres prostituídas que vivem na área conhecida como La Merced, que não permitiam que as mulheres participassem de programas sociais para uma vida mais digna.